# Lumension Security
Lumension Security, Inc. теперь является частью IT-компании Ivanti. Продукты Lumension включают программное обеспечение, обеспечивающее защиту конечных точек, управление уязвимостями, защиту данных, белый список приложений, шифрование, защиту USB и управление рисками. Lumension в основном сосредоточена на обеспечении ИТ-безопасности для организаций и предприятий.

## История
В 2017 году в результате слияния Lumension с LANDESK и HEAT Software, образовалась новая компания под названием Ivanti. Штаб-квартира находится в Солт-Лейк-Сити.